# كلفة الفعالية

كلفة الفعالية أو الكفاءة (أو التكلفة المثالية)، في مجال خوارزميات الحواسيب المتوازية، يشير إلى قياس مدى فعاليةالحوسبة المتوازية من أجل حل مشكلة معينة. تعتبر خوارزمية متوازية أنها فعالة من حيث التكلفة إذا كان الوقت المقارب للتشغيل مضروبا في عدد من وحدات المعالجة المشاركة في الحساب تعادل مدة تشغيل أفضل خوارزمية تسلسلية.
على سبيل المثال، سينظر للخوارزمية التي يمكن حلها في المدة O(n) باستخدام أفضل خوارزمية متسلسلة معروفة و {\displaystyle O\left({\frac {n}{p}}\right)} في كمبيوتر بالتوازي مع معالجات O(p) m كفعالة من حيث التكلفة.